# 托博爾斯克克里姆林

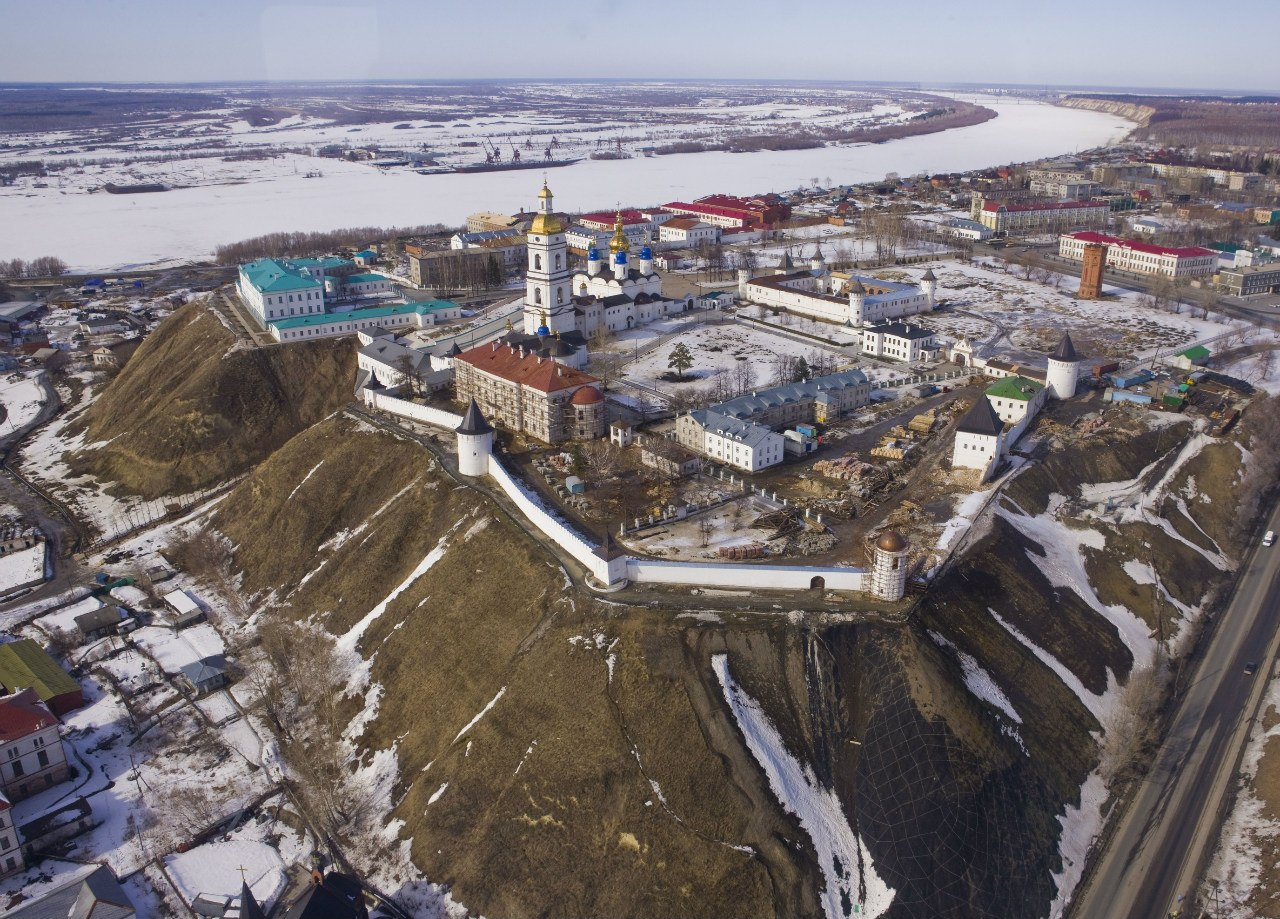

托博爾斯克克里姆林（俄语：Тобольский кремль）是西伯利亞地區唯一的一座克里姆林建築，位於俄羅斯秋明州城市托博爾斯克。托博爾斯克克里姆林始建於1587年。1939年之後，托博爾斯克克里姆林開始得到保護，並且在1970年代之後開始修復。